# Eric Davis
Éric Javier Davis Grajales (Colón, Panamá; 31 de marzo de 1991) es un futbolista panameño que juega en la posición de lateral izquierdo, actualmente milita en el CD Plaza Amador de LPF de Panamá. Como internacional, integró el plantel de la selección de Panamá en la Copa Mundial de Fútbol Sub-20 de 2011 y de la Copa del Mundo de Rusia 2018.

## Trayectoria

### CD Árabe Unido
Se formó en las categorías inferiores del CD Árabe Unido y debutó con el club en el 2009. Salió campeón de la LPF Apertura 2009 en donde le ganaron la final 3 a 2 al Tauro FC en el Estadio Agustín Muquita Sánchez en donde fue suplente y entró al minuto 92 por Víctor Mendieta Jr. En la Liga de Campeones de la Concacaf 2009-10 jugó 3 partidos en donde quedaron eliminados en los cuartos de final en un global de 0 a 4 contra el Cruz Azul en donde jugó 1 partido. Salió campeón de la LPF Clausura 2010 consagrándose bicampeón en donde le ganaron la final 1 a 0 contra el San Francisco FC en el Estadio Rommel Fernández en donde fue titular y jugó todo el partido, en dicho torneo jugó 15 partidos. En la LPF Apertura 2010 jugó 9 partidos en donde fueron eliminados en 2 a 3 por penales tras un global de 0 a 0 contra el San Francisco FC en donde jugó en 1 partido. En la Liga de Campeones de la Concacaf 2010-11 jugó 3 partidos en donde quedaron eliminados en la fase de grupos quedando de último en el grupo A. En la LPF Clausura 2011 jugó 5 partidos quedando en la novena posición.

### CA Fénix
El 19 de agosto de 2011 fue anunciado como nuevo jugador del CA Fénix. Debutó con el club el 12 de mayo de 2012 en el empate 1 a 1 contra Club Sportivo Cerrito en el Estadio Parque Palermo en donde fue suplente y entró al minuto 80 por Hernán Novick. En el Campeonato Uruguayo de Primera División 2011-12 jugó 1 partido quedando en la décima tercera posición al borde del descenso. En el Campeonato Uruguayo de Primera División 2012-13 jugó 2 partidos quedando nuevamente en la décima tercera posición al borde del descenso.

### CD Árabe Unido
El 21 de enero de 2013 fue anunciado su cesión por el CA Fénix al CD Árabe Unido siendo esta su segunda etapa con el club. Disputó su primer partido con el club tras su regreso el 9 de febrero de 2013 en la derrota 0 a 1 contra el Sporting SM en el Estadio Armando Dely Valdés en donde fue suplente y entró al minuto 46 por Alonso Goot. En la LPF Clausura 2013 jugó 10 partidos quedando eliminados en las semifinales en un global de 1 a 2 contra el San Francisco FC en donde jugó 1 partido.

### Sporting San Miguelito
El 17 de julio de 2013 fue anunciado como nuevo jugador del Sporting San Miguelito. Debutó con el club el 20 de julio de 2013 en la victoria 2 a 0 contra el Chorrillo FC en el Estadio Rommel Fernández en donde fue titular y jugó todo el partido. En la LPF Apertura 2013 jugó 16 partidos y anotó 3 goles en donde quedaron en la octava posición. En la Liga de Campeones de la Concacaf 2013-14 jugó 4 partidos en donde quedaron eliminados en la fase de grupos quedando de ultimó en el grupo 4. En la LPF Clausura 2014 jugó 16 partidos en donde quedaron en la sexta posición. Fue subcampeón de la LPF Apertura 2014 en donde perdieron la final 0 a 1 contra el San Francisco FC en el Estadio Rommel Fernández en donde fue titular y jugó todo el partido, en dicho torneo jugó 15 partidos y anotó 1 gol. En la LPF Clausura 2015 jugó 17 partidos y anotó 3 goles en donde quedaron eliminados en las semifinales en un global 3 a 2 contra el CA Independiente en donde jugó los 2 partidos.

### DAC Dunajská Streda
El 11 de septiembre de 2015 fue anunciado como nuevo jugador del DAC Dunajská Streda. Debutó con el club 22 de septiembre de 2015 en el empate 2 a 2 contra el MFK Skalica en el Mestský štadión en donde fue titular y jugó todo el partido. En la Copa de Eslovaquia 2015-16 jugó 2 partidos en donde quedaron eliminados en los cuartos de final 3 a 0 contra el MŠK Žilina en el Štadión pod Dubňom en donde fue titular y jugó todo el partido. En la Superliga de Eslovaquia 2015-16 jugó 15 partidos en donde quedó en la séptima posición. En la Copa de Eslovaquia 2016-17 jugó 1 partido en donde quedaron eliminados en los cuartos de final 0 a 1 contra el FK Poprad en el MOL Aréna en donde fue titular y jugó todo el partido. En la Superliga de Eslovaquia 2016-17 jugó 15 partidos y anotó 2 goles en donde quedó en la séptima posición. El 25 de septiembre de 2017 fue anunciado su renovación de su contrato hasta el 2020. En la Copa de Eslovaquia 2017-18 jugó 3 partidos en donde fueron eliminados en los cuartos de final 2 a 0 contra el FC Spartak Trnava en el Estadio Anton Malatinský en donde fue titular y jugó todo el partido. En la Superliga de Eslovaquia 2017-18 jugó 31 partidos y anotó 4 goles en donde quedaron en la tercera posición clasificándose a la Primera fase clasificatoria de Liga Europa de la UEFA de la siguiente temporada. En la Liga Europa de la UEFA 2018-19 jugó 3 partidos en donde fueron eliminados en la Segunda ronda clasificatoria en un marcador global de 2 a 7 contra el Dinamo Minsk en donde jugó en los 2 partidos. En la Copa de Eslovaquia 2018-19 jugó 3 partidos y fueron eliminados en los octavos de final en un marcador 5 a 1 contra FK Senica en el Estadio FK Senica en donde fue titular y jugó hasta el minuto 71. Fue subcampeón de la Superliga de Eslovaquia 2018-19 en donde jugó 26 partidos y anotó 6 goles. En la Liga Europa de la UEFA 2019-20 jugó 3 partidos en donde fueron eliminados en segunda fase clasificatoria en un marcador global de 3 a 5 contra el Atromitos FC en donde jugó 1 partido. En la Copa de Eslovaquia 2019-20 jugó 5 partidos en donde fueron eliminados en las semifinales en un marcador global de 1 a 4 contra el MFK Ružomberok en donde jugó en los 2 partidos. En la Superliga de Eslovaquia 2019-20 24 partidos y anotó 2 goles en donde quedó en el tercer lugar. En la Liga Europa de la UEFA 2020-21 jugó 3 partidos y anotó 1 gol en donde fueron eliminados en la tercera ronda clasificatoria en un marcador de 7 a  0 contra el LASK en el Linzer Stadion en donde fue titular y jugó todo el partido. En la Copa de Eslovaquia 2020-21 jugó 2 partidos en donde fueron eliminados en los cuartos de final en un marcador de 3 a 2 contra el FK Dukla Banská Bystrica en el Štadión MFK Lokomotiva Zvolen en donde fue titular y jugó todo el partido. Fue subcampeón de la Superliga de Eslovaquia 2020-21 en donde jugó 25 partidos y anotó 4 goles clasificándose a la Segunda ronda de la Liga Europa Conferencia. En la Superliga de Eslovaquia 2021-22 jugó 24 partidos en donde quedaron en la cuarta posición clasificándose a los Play-offs para entrar en la Liga Europa Conferencia. En la Liga Europa Conferencia de la UEFA 2022-23 jugó 2 partidos en donde fueron eliminados en la Tercera ronda clasificatoria en un marcador global de 0 a 2 contra el Fotbal Club FCSB en donde jugó 1 partido. Fue subcampeón de la Superliga de Eslovaquia 2022-23 en donde jugó 4 partidos.

### DC United
El 2 de agosto de 2023 fue anunciado como nuevo jugador del DC United. Debutó con el club en la Leagues Cup el 3 de agosto de 2023 en el empate 0 a 0 contra el Philadelphia Union, en donde fue suplente y entró al minuto 69 por Jackson Hopkins en donde anotó en las tandas de penales. En la Leagues Cup 2023 jugó 1 partido en donde fueron eliminados en los dieciseisavos de final 5 a 4 por penales tras un 0 a 0 en tiempo regular. En la Major League Soccer 2023 jugó 8 partidos en donde quedaron en la duodécima posición en la Conferencia este. El 1 de diciembre de 2023 el club anunció que no le renovaría el contrato por lo tanto quedaría libre.

### FC Košice
El 6 de febrero de 2024 fue anunciado como nuevo jugador del FC Košice. Debutó con el club el 17 de febrero de 2024 en el empate 0 a 0 contra el ŽP ŠPORT Podbrezová en el Košická Futbalová Aréna en donde fue suplente y entró al minuto 62 por Lukáš Greššák. En la Superliga de Eslovaquia 2023-24 jugó 13 partidos en donde quedaron en la cuarta posición del grupo del descenso así evitándolo.

## Selección nacional

### Categorías inferiores
Fue convocado por la selección sub-20 de Panamá para disputar el Campeonato Sub-20 de la Concacaf de 2011 en donde jugó 6 partidos y quedaron en el cuarto lugar en donde perdieron 7 a 6 en penales en donde quedaron 0 a 0 en el tiempo regular así clasificando al mundial y en la Copa Mundial de Fútbol Sub-20 de 2011 jugó 3 partidos en donde quedaron eliminados en la fase de grupos quedando de tercera en el grupo E. Fue convocado por la selección sub-23 de Panamá para disputar el Preolímpico de Concacaf de 2012 en done jugó 6 partidos y anotó 1 gol en donde quedó eliminado en la fase de grupos quedando en la tercera posición en el grupo B.

### Selección Absoluta
Debutó con la selección absoluta de Panamá el 11 de agosto de 2010 en la victoria 3 a 1 contra Venezuela en el Estadio Rommel Fernández en donde fue suplente y entró al minutó 30 por Nelson Barahona en un Partido amistoso. En la Copa Centroamericana 2011 jugó 4 partidos en donde quedó en el tercer lugar en donde ganó 4 a 5 en los penales en donde quedó 0 a 0 en tiempo extras contra El Salvador en el Estadio Rommel Fernández. En la Copa de Oro de la Concacaf 2011 jugó 1 partido en donde llegaron hasta las semifinales en donde fueron eliminados en un marcador de 1 a 0 contra los Estados Unidos en el Reliant Stadium en donde estuvo de suplente. En la Clasificación de Concacaf para la Copa Mundial de Fútbol de 2014 jugó 1 partido en donde quedaron en la quinta posición de la hexagonal final en donde no estuvo convocados en los partidos de dicha hexagonal. En la Copa Centroamericana 2014 jugó 3 partidos en donde quedaron en el tercer lugar en donde le ganó 0 a 1 contra El Salvador en el Los Angeles Memorial Coliseum en donde su suplente y entró al minuto 87 por Alberto Quintero Medina. En la Copa de Oro de la Concacaf 2015 jugó 4 partidos en donde quedaron en el tercer lugar en donde le ganaron 2 a 3 por penales en donde quedó 1 a 1 en el tiempo regular contra los Estados Unidos en el PPL Park en donde fue titular y jugó todo el partido. Fue subcampeón de la Copa Centroamericana 2017 en donde jugó 4 partidos. En la Clasificación de Concacaf para la Copa Mundial de Fútbol de 2018 jugó 4 partidos en donde quedaron en el tercer lugar en la hexagonal final así clasificando a la copa mundial. Disputó su primer partido en una copa del mundo el 18 de junio de 2018 en la derrota 3 a 0 contra el Bélgica en el Estadio Fisht en donde fue titular y jugó todo el partido, en la Copa Mundial de Fútbol de 2018 jugó 2 partidos. En la Copa de Oro de la Concacaf 2019 jugó 3 partidos en donde fueron eliminados en los cuartos de final 1 a 0 contra Jamaica en el Lincoln Financial Field en donde fue titular y jugó todo el partido. En la Liga de Naciones de la Concacaf 2019-20 jugó 2 partidos en donde quedaron eliminados en la fase de grupos quedándose de segundo lugar clasificándose a la copa oro. En la Copa de Oro de la Concacaf 2021 jugó 2 partidos y anotó 2 goles en donde fueron eliminados en la fase de grupos quedando en el tercer lugar del grupo D. En la Clasificación de Concacaf para la Copa Mundial de Fútbol de 2022 jugó 13 partidos y anotó 2 goles en donde quedó en la quinta posición en la octagonal final a un paso del repechaje. En la Liga de Naciones de la Concacaf 2022-23 jugó 4 partidos en donde quedó en el cuarto lugar perdiendo 1 a 0 contra México en el Allegiant Stadium. Fue subcampeón de la Copa de Oro de la Concacaf 2023 en donde perdió la final 1 a 0 contra México en el SoFi Stadium en donde fue titular y jugó hasta el minuto 61, en dicha copa jugó 5 partidos. En la Liga de Naciones de la Concacaf 2023-24 jugó 5 partidos en donde quedó en el cuarto lugar en donde perdió 0 a 1 contra Jamaica en el AT&T Stadium en donde fue suplente. En la Copa América 2024 jugó 4 partidos en donde fueron eliminados en los cuartos de final en donde perdieron 5 a 0 contra Colombia en el State Farm Stadium en donde fue titular y jugó hasta el minuto 83.

### Participaciones en selección nacional
| Copa                      | Categoría | Sede                              | Resultado        | Partidos | Goles |
| ------------------------- | --------- | --------------------------------- | ---------------- | -------- | ----- |
| Copa Centroamericana 2011 | Mayor     | Panamá                            | Tercer lugar     | 4        | 0     |
| Campeonato Sub-20 2011    | Sub-20    | Guatemala                         | Cuarto lugar     | 6        | 0     |
| Copa Oro 2011             | Mayor     | Estados Unidos                    | Tercer lugar     | 1        | 0     |
| Copa Mundial Sub-20 2011  | Sub-20    | Colombia                          | Fase de grupos   | 3        | 0     |
| Preolímpico 2012          | Sub-23    | Estados Unidos                    | Fase de grupos   | 6        | 1     |
| Copa Centroamericana 2014 | Mayor     | Estados Unidos                    | Tercer lugar     | 3        | 0     |
| Copa Oro 2015             | Mayor     | Estados Unidos                    | Tercer lugar     | 4        | 0     |
| Copa Centroamericana 2017 | Mayor     | Panamá                            | Subcampeón       | 4        | 0     |
| Copa Mundial 2018         | Mayor     | Rusia                             | Fase de grupos   | 2        | 0     |
| Copa Oro 2019             | Mayor     | Costa Rica Estados Unidos Jamaica | Cuartos de final | 3        | 1     |
| Liga de Naciones 2019-20  | Mayor     | Concacaf                          | Fase de grupos   | 2        | 0     |
| Copa Oro 2021             | Mayor     | Estados Unidos                    | Fase de grupos   | 2        | 2     |
| Liga de Naciones 2022-23  | Mayor     | Concacaf                          | Cuarto lugar     | 4        | 0     |
| Copa Oro 2023             | Mayor     | Estados Unidos Canadá             | Subcampeón       | 5        | 0     |
| Liga de Naciones 2023-24  | Mayor     | Concacaf                          | Cuarto lugar     | 5        | 0     |
| Copa América 2024         | Mayor     | Estados Unidos                    | Cuartos de final | 4        | 0     |

### Goles internacionales
| Goles internacionales | Goles internacionales   | Goles internacionales                                          | Goles internacionales | Goles internacionales | Goles internacionales | Goles internacionales     |
| Gol                   | Fecha                   | Lugar                                                          | Oponente              | Anotación             | Resultado             | Competición               |
| --------------------- | ----------------------- | -------------------------------------------------------------- | --------------------- | --------------------- | --------------------- | ------------------------- |
| 1                     | 22 de junio de 2019     | FirstEnergy Stadium, Cleveland, Estados Unidos                 | Guyana                | 1-3                   | 2-4                   | Copa Oro 2019             |
| 2                     | 16 de julio de 2021     | BBVA Stadium, Houston, Estados Unidos                          | Catar                 | 3-3                   | 3-3                   | Copa Oro 2021             |
| 3                     | 18 de julio de 2021     | BBVA Stadium, Houston, Estados Unidos                          | Honduras              | 1-1                   | 2-3                   | Copa Oro 2021             |
| 4                     | 12 de noviembre de 2021 | Estadio Olímpico Metropolitano, San Pedro Sula, Honduras       | Honduras              | 2-3                   | 2-3                   | Eliminatoria Mundial 2022 |
| 5                     | 30 de enero de 2022     | Estadio Rommel Fernández, Ciudad de Panamá, Panamá             | Jamaica               | 2-1                   | 3-2                   | Eliminatoria Mundial 2022 |
| 6                     | 30 de enero de 2022     | Estadio Doroteo Guamuch Flores, Ciudad de Guatemala, Guatemala | Guatemala             | 0-1                   | 1-1                   | Liga de Naciones 2023-24  |
| 7                     | 17 de octubre de 2023   | Estadio Rommel Fernández, Ciudad de Panamá, Panamá             | Guatemala             | 2-0                   | 3-0                   | Liga de Naciones 2023-24  |

## Clubes
| Club                   | País           | Año       | PJ  | G  |
| ---------------------- | -------------- | --------- | --- | -- |
| CD Árabe Unido         | Panamá         | 2009-2011 | 86  | 3  |
| Centro Atlético Fénix  | Uruguay        | 2011-2013 | 3   | 0  |
| CD Árabe Unido         | Panamá         | 2013      | 10  | 0  |
| Sporting San Miguelito | Panamá         | 2013-2015 | 64  | 7  |
| CD Árabe Unido         | Panamá         | 2015      | 0   | 0  |
| DAC Dunajská Streda    | Eslovaquia     | 2015-2023 | 196 | 20 |
| DC United              | Estados Unidos | 2023      | 9   | 0  |
| FC Košice              | Eslovaquia     | 2024      | 13  | 0  |
| Vila Nova              | Brasil         | 2024-2025 | 7   | 1  |
| CD Plaza Amador        | Panamá         | 2025-act. | 0   | 0  |

## Palmarés
| Título           | Club        | País   | Año    |
| ---------------- | ----------- | ------ | ------ |
| Primera División | Árabe Unido | Panamá | 2009-A |
| Primera División | Árabe Unido | Panamá | 2010-C |